# Champignon entomopathogène
Pour un article plus général, voir Interactions champignons-insectes.
Un champignon entomopathogène est un champignon parasite d'insectes ou d'autres arthropodes, entraînant leur mort. 

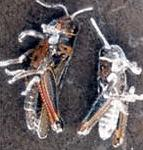
Criquets tués par le champignon Beauveria bassiana (Ascomycota, Hypocreales)

## Cycle biologique

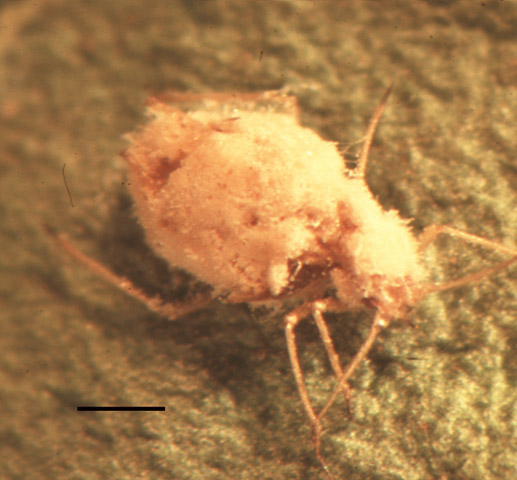
Puceron vert du pêcher (Myzus persicae) tué par le champignon Pandora neoaphidis (Zygomycota, Entomophthorales). Échelle, trait = 0,3 mm.

Le cycle biologique des champignons entomopathogènes diffère légèrement selon les groupes taxonomiques, mais il comprend toujours une phase parasitaire (de l'infection de l'hôte jusqu'à la mort de ce dernier) et une phase saprophyte (après la mort de l'insecte-hôte). La survie de ces champignons, et leur reproduction, est dépendante de l'infection d'insectes-hôtes et entraîne invariablement la mort de ceux-ci.
Ces champignons se fixent généralement à la surface externe du corps des insectes sous la forme de spores microscopiques  (il s'agit généralement de spores mitosporiques asexuées également appelées conidies). 
Dans des conditions favorables de température et d'humidité (généralement élevée), ces spores germent, se développent sous forme d'hyphes et colonisent la cuticule de l'insecte ; finalement ils traversent la cuticule et atteignent la cavité du corps de l'insecte (hémocèle). Ensuite, les cellules fongiques prolifèrent dans la cavité du corps de l'hôte, généralement sous forme d'hyphes dotées de parois cellulaires ou sous la forme protoplastes sans parois (selon l'espèce de champignons impliquée). Au bout d'un certain temps, l'insecte est généralement tué (parfois par des toxines fongiques) et de nouvelles propagules (spores) se forment dans l'insecte si les conditions environnementales sont à nouveau favorables ; une forte humidité est généralement nécessaire pour la sporulation.

## Groupes taxonomiques

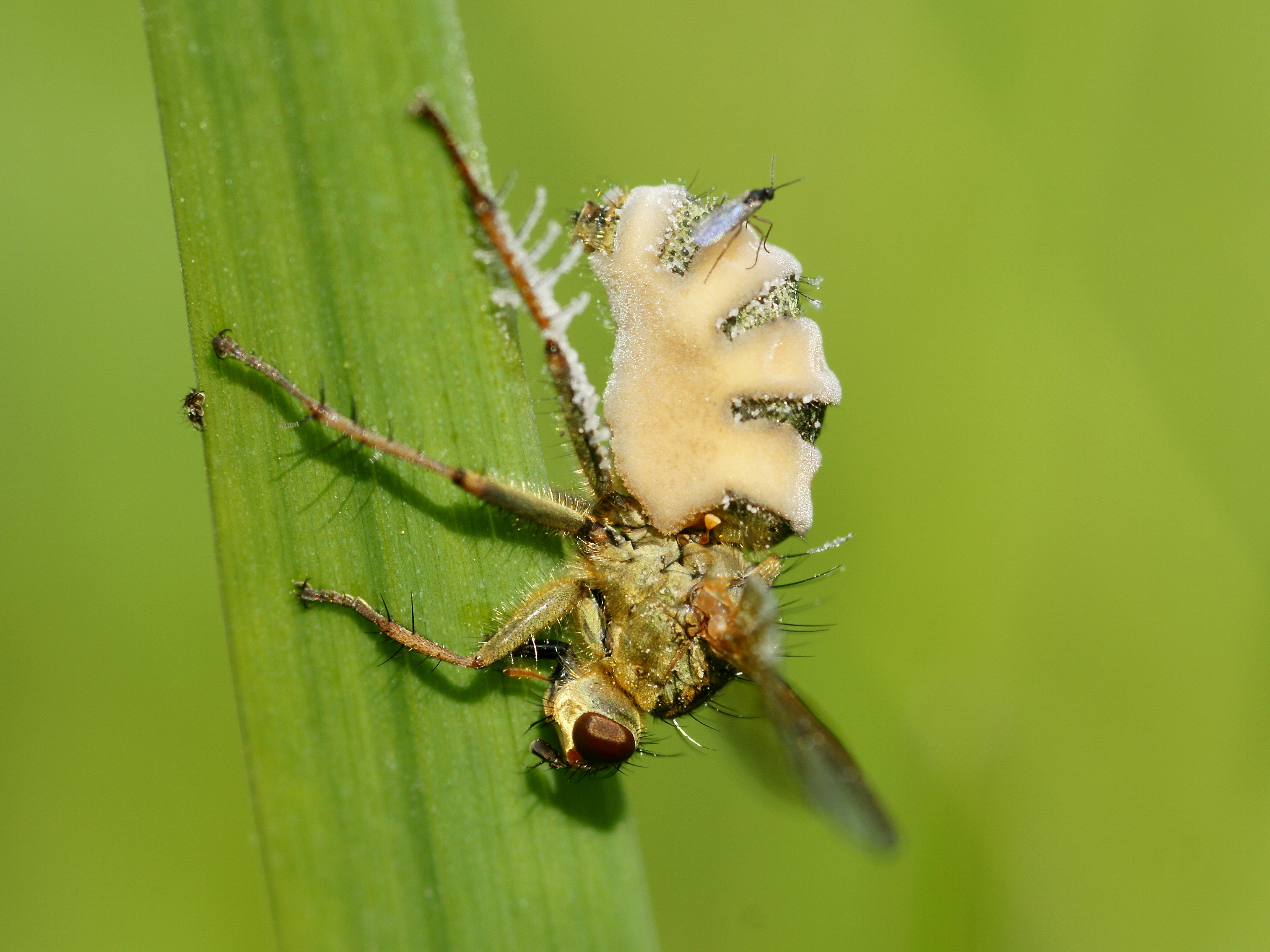
Scatophage du fumier (Scathophaga stercoraria) tué par le champignon Entomophthora muscae (Entomophthorales).

Les champignons entomopathogènes ne forment pas un groupe monophylétique, ils appartiennent à différents taxons rattachés à plusieurs des principaux groupes fongiques. On en connait près de 700 espèces appartenant à une centaine d'ordres différents.
Il existe deux ordres principaux de champignons entomopathogènes : les Entomophthorales (Zygomycètes) et les Hypocreales (Ascomycètes).
Les Entomophthorales comprennent notamment les genres Conidiobolus, Entomophaga, Entomophthora, Pandora (en) et Zoophthora. Beaucoup des espèces concernées sont des parasites obligatoires qui ont co-évolué avec leurs hôtes et montrent des adaptations éco-morphologiques spécifiques du cycle biologique des hôtes.
Dans l'ordre des Hypocreales, beaucoup d'espèces de champignons entomopathogènes sont connues uniquement sous leur forme asexuée (anamorphe), les plus communes appartiennent notamment  aux genres Beauveria, Hirsutella, Isaria, Lecanicillium, Metarhizium, Nomuraea. Les formes sexuées (téléomorphes) se rattachent notamment aux genres  Cordyceps et Torrubiella. Parmi ces dernières, figure en particulier Cordyceps sinensis, le  « champignon chenille » ou yarsagumbu, connu pour ses propriétés médicinales et aphrodisiaques  dans la médecine traditionnelle chinoise et tibétaine.
Des espèces apparentées de champignons parasitent et peuvent tuer d'autres invertébrés, par exemple des nématodes.
| Subdivisions                                     | Ordres           | Familles          | Exemples de genres                                  |
| ------------------------------------------------ | ---------------- | ----------------- | --------------------------------------------------- |
| Mastigomycotina                                  | Oomycetes        | Lagenidiaceae     | Lagenidium                                          |
| Mastigomycotina                                  | Chytridiomycetes | Blastocladiaceae  | Coelomomyces                                        |
| Zygomycotina                                     | Entomophthorales | Entomophthoraceae | Entomophaga Entomophthora et nombreux autres genres |
| Zygomycotina                                     | Mucorales        | Mucoraceae        | Sporodiniella                                       |
| Ascomycotina                                     | Clavicipitales   | Clavicipitaceae   | Cordyceps Metarhizium                               |
| Ascomycotina                                     | Hypocreales      | Hypocreaceae      | Cordycepioideus                                     |
| Ascomycotina                                     | Laboulbeniales   | Laboulbeniaceae   | Laboulbenia et nombreux autres genres               |
| Ascomycotina                                     | Pleosporales     | Podonectriaceae   | Podonectria                                         |
| Basidiomycotina                                  | Septobasidiales  | Septobasidiaceae  | Septobasidium                                       |
| Deuteromycotina pas de classification officielle | Hyphomycetes     |                   | Verticillium Aspergillus Beauveria Metarhizium      |
| Deuteromycotina pas de classification officielle | Coelomycetes     |                   | Sorosporella                                        |

## Utilisation des champignons entomopathogènes en lutte biologique
Les champignons entomopathogènes étant considérés comme des agents de mortalité des insectes naturels et sûrs par rapport à l'environnement, on s'intéresse dans le monde entier à leur utilisation et leur manipulation pour la lutte biologique contre les insectes et d'autres ravageurs arthropodes. 
En particulier, les phases asexuées de champignons ascomycocètes (Beauveria sp., Lecanicillium sp., Metarhizium sp., Paecilomyces sp., etc.) sont très étudiées en raison de leurs caractéristiques favorisant leur utilisation comme insecticides biologiques.

### Production
La plupart des champignons entomopathogènes peuvent être élevés sur des milieux artificiels. Cependant, certains exigent des milieux extrêmement complexes ; d'autres, comme Beauveria bassiana et certaines espèces exploitables du genre Metarhizium, peuvent être cultivées sur des substrats riches en amidon, comme les céréales (riz, blé).

### Virulence
Les champignons de l'ordre des Entomophthorales sont souvent signalés comme causant des niveaux élevés de mortalité (épizooties) dans la nature. Ces champignons sont très virulents. Les ascomycètes anamorphiques (Metarhizium, Beauveria, etc.) sont  moins fréquemment responsables d'épizooties dans la nature.
Leurs caractéristiques et propriétés, telles que la spécificité (gamme d'hôtes), les conditions de stockage, de formulation et d'application, sont également des aspects importants.